# 9 (pel·lícula de 2021)
9 és un film dramàtic esportiu uruguaià-argentí del 2021 guionat i dirigit per Martín Barrenechea i Nicolás Branca.

## Sinopsi
Christian Arias és un futbolista popular que amb 23 anys es projecta com una gran figura del futbol mundial. Viu aïllat en un entorn de luxe i solitud, assetjat pels aficionats, pressionat per la premsa i condemnat a complir els compromisos marcats pels seus pares, que li fan de representants. Aleshores sent per primera vegada la necessitat d'escapar.

## Repartiment
- Rafael Spregelburd com a Óscar[2]
- Enzo Vogrincic com a Christian[3]
- Horacio Camandulle com a Wilmer
- Rogelio Gracia com a Damián
- Roxana Blanco com el Dr. Gutman
- Lara Sofia com a Belén
- Santiago Sanguinetti com a Gabriel

## Producció
És una coproducció de l'empresa argentina Pensa & Rocca i la uruguaiana U Films i és, a més, el debut directorial tant de Martín Barrenechea com de Nicolás Branca. La idea de 9 ve de l'incident de la Copa del Món de Futbol de 2014 en què Luis Suárez va mossegar Giorgio Chiellini.
El rodatge va dur-se a terme a l'Uruguai i va començar el setembre del 2020. Va rebre finançament nacional i internacional, com ara el Fons de Foment de l'Institut de Cinema i Audiovisual de l'Uruguai, Ibermedia, Montevideo Filma i el Programa Uruguay Audiovisual de l'Agència Nacional de Desenvolupament.

## Estrena
La pel·lícula es va projectar per primera vegada el 12 de novembre del 2021 com a part de la Secció Oficial del 47è Festival de Cinema Iberoamericà de Huelva. L'estrena comercial a les sales de cinema uruguaianes va arribar el 7 de juliol del 2022.

## Recepció

### Crítica
Fernando Gálligo Estévez de Cinemagavia va elogiar la direcció de fotografia de Matías Lasarte i va considerar que el guió era minuciós i estava treballat.
José Rey de Bendito Spoiler va valorar positivament. A manera de resum, va assegurar: «Sorprenentment, aquest film no és la típica història de redempció d'una estrella. És més aviat la crònica d'un noi que no és lliure». En va destacar el guió, però sobretot «la veracitat que mostra en l'àmbit intern del futbol».
Juan Pablo Russo d'EscribiendoCine va declarar-ne: «El binomi de directors no té cap mena d'escrúpols a mostrar el costat b del futbol, allò que s'amaga rere passos milionaris, vides glamuroses i pàgines i més pàgines a la premsa». Va reconèixer també el treball de Matías Lasarte com a director de fotografia, que «crea una espècie de gàbia de vidre que permet de veure el contrapunt en la intimitat de dos personatges presoners del seus actes».

### Premis i nominacions
| Any  | Premi                                     | Categoria                               | Receptor(s)    | Resultat  | Ref.   |
| ---- | ----------------------------------------- | --------------------------------------- | -------------- | --------- | ------ |
| 2021 | Premis APIMA                              | Millor pel·lícula llatinoamericana      | 9              | Guanyador | [ 10 ] |
| 2021 | Premis FIPRESCI                           | Millor pel·lícula llatinoamericana      | 9              | Guanyador | [ 10 ] |
| 2021 | Premis PCI                                | -                                       | 9              | Guanyador | [ 11 ] |
| 2021 | Festival de Cinema de Mar de Plata        | Millor pel·lícula llatinoamericana      | 9              | Guanyador | [ 12 ] |
| 2021 | Festival de Cinema Iberoamericà de Huelva | Millor direcció                         | 9              | Guanyador | [ 13 ] |
| 2022 | Festival de Cinema de Gramado             | Millor llargmetratge estranger          | 9              | Guanyador | [ 14 ] |
| 2022 | Festival de Cinema de Gramado             | Millor pel·lícula per a la crítica      | 9              | Guanyador | [ 14 ] |
| 2022 | Festival de Cinema de Gramado             | Millor actor                            | Enzo Vogrincic | Guanyador | [ 14 ] |
| 2022 | National Film Awards UK                   | Millor pel·lícula en llengua estrangera | 9              | Guanyador | [ 15 ] |
| 2022 | Premis Nueva Mision                       | Millor pel·lícula llatinoamericana      | 9              | Guanyador | [ 16 ] |
| 2022 | Festival Internacional de Cinema de Bari  | Millor actor                            | Enzo Vogrincic | Guanyador | [ 17 ] |
| 2022 | Festival Internacional de Cinema de Bari  | Millor pel·lícula internacional         | 9              | Nominat   | [ 18 ] |

### Altres reconeixements
Va ser tinguda en compte per l'Institut de Cinema i Audiovisual de l'Uruguai per a la selecció nacional per a la millor pel·lícula de parla no anglesa en els Premis Oscar de 2022, però finalment no va ser l'electa.